# Fuertesimalva pentandra
Fuertesimalva pentandra là một loài thực vật có hoa trong họ Cẩm quỳ. Loài này được (K.Schum.) Fryxell mô tả khoa học đầu tiên năm 1996.